# Medetera pumila
Medetera pumila är en tvåvingeart som beskrevs av de Meijere 1916. Medetera pumila ingår i släktet Medetera och familjen styltflugor. Inga underarter finns listade i Catalogue of Life.